# Black Laden Crown
Black Laden Crown es el undécimo álbum de estudio de la banda estadounidense de heavy metal Danzig, lanzado el 26 de mayo de 2017.

## Lista de canciones
Todas las canciones escritas por Glenn Danzig.
1. "Black Laden Crown" – 5:59
2. "Eyes Ripping Fire" – 4:19
3. "Devil On Hwy 9" – 3:52
4. "Last Ride" – 4:59
5. "The Witching Hour" – 5:59
6. "But a Nightmare" – 5:04
7. "Skulls & Daisies" – 3:58
8. "Blackness Falls" – 5:47
9. "Pull the Sun" – 5:54

## Personal
- Glenn Danzig – voz, teclados
- Tommy Victor – guitarra, bajo
- Johnny Kelly – batería
- Joey Castillo – batería
- Dirk Verbeuren - batería
- Karl Rosqvist - batería